# Natural Punch Drunker
Natural Punch Drunker（ナチュラル･パンチ･ドランカー）は、日本のロックバンドである。略してナチュパンと呼ばれる。
1999年大学のサークル内で結成。2003年にはテイチク傘下のレコードレーベル・インペリアルレコードからメジャーデビュー。
2004年にはギターの松原史明が脱退。脱退後からサポートメンバーとして入っていた小野晃裕が2005年3月に正式なメンバーとなった。

## メンバー
- 井村洋（1978年2月2日） - ボーカル、ギター
- 村上雅之（1977年12月14日） - ベース、コーラス

### 元メンバー
- 飯田康博（1977年12月26日） - ドラム
- 松原史明（1977年10月12日） - ギター
- 小野晃裕（1981年9月25日） - ギター、コーラス

## 経歴
1999年4月に大学のサークルの仲間を中心に結成。インディーズでは、Bad Newsよりアルバム2枚、シングル1枚をリリース。
2002年9月1日には神戸の野外イベント「RUSH BALL」のメインステージに登場。
2003年にインペリアルレコードよりメジャーデビュー。プロデューサーにムーンライダースの白井良明を迎え、「シンクロナイズ」「夜汽車」の2曲を表題曲としたシングルを8月21日にリリース。「シンクロナイズ」は、TBS系音楽番組『COUNT DOWN TV』のオープニングテーマとなる。
リリース後、心斎橋CLUB QUATTROで行われた自主イベント「THREE SMILE SPECIAL!」では、ゲストにASIAN KUNG-FU GENERATION、SHORT CIRCUIT、HUCKLEBERRYFINNを迎える。
2004年1月21日リリースの2枚目のシングル「涙のカケラ」では、プロデューサーに元シュガー・ベイブの村松邦男を迎える。NHKの音楽番組『ポップジャム』に出演したほか、全国のFM各局で多数の推薦曲に選ばれる。3月3日には、メジャー初のアルバム『trace』をリリース。アルバムリリース後に行われた東京、大阪CLUB QUATTROでのワンマンライヴを行う。その後、6月21日のライヴを最後に、ギターの松原が個人的な事情により脱退。アルバム『trace』からリカットされた「スタンドバイミー」さらにインディーズ時代の曲「スワロウ」（松原の最後のレコーディング参加作品となる新録）を両A面に配したマキシ・シングルを7月22日にリリース。「スタンドバイミー」は、よみうりテレビ・日本テレビ系バラエティ番組『オカンと娘』エンディングテーマとなる。
11月24日には、シングルとしては「涙のカケラ」以来の新曲「トラベラー」をリリース。エフエム大阪パワープレイを獲得。
2005年に入り、2月23日に「春のあしおと」をリリース。3月24日には、メジャー2枚目のアルバム『GREEN』をリリース。3月27日の心斎橋CLUB QUATTROのワンマンライヴより、サポートメンバーであった小野晃裕を正式メンバーとして迎え再び4人編成となる。10月26日には、シングル「未来のライナーノーツ」をリリース。全国16カ所を巡る初のレコ発全国ツアーも行う。
2009年に飯田康博が脱退。
2011年に小野晃裕が脱退。
2012年以降は事実上の活動休止状態だが、現在まで解散などの発表はおこなっていない。

## 作品

### シングル
1. シンクロナイズ/夜汽車(03/08/21)オリコン198位
  1. シンクロナイズ（作詞：井村洋／作曲：Natural Punch Drunker／編曲：Natural Punch Drunker・白井良明）
  2. 夜汽車（作詞：井村洋／作曲：Natural Punch Drunker／編曲：Natural Punch Drunker・白井良明）
  3. ポエム（作詞・作曲：井村洋／編曲：Natural Punch Drunker）
2. 涙のカケラ(04/01/21)オリコン76位
  1. 涙のカケラ（作詞・作曲：井村洋／編曲：Natural Punch Drunker・村松邦男）
  2. 時雨 止んだら（作詞・作曲：井村洋／編曲：Natural Punch Drunker・村松邦男）
  3. 丘を越えて(hitori ver.)（作詞・作曲：井村洋）
3. スタンドバイミー(04/07/22)オリコン197位
  1. スタンドバイミー（作詞・作曲：井村洋／編曲：Natural Punch Drunker）
  2. スワロウ（作詞・作曲：井村洋／編曲：Natural Punch Drunker）
  3. スタンドバイミー(Instrumental)
  4. スワロウ(Instrumental)
4. トラベラー(04/11/24)
  1. トラベラー（作詞・作曲：井村洋／編曲：Natural Punch Drunker）
  2. プラトー（作詞・作曲：井村洋／編曲：Natural Punch Drunker）
  3. トラベラー(Instrumental)
  4. プラトー(Instrumental)
5. 春のあしおと(05/02/23)
  1. 春のあしおと（作詞：井村洋・jam／作曲：井村洋／編曲：Natural Punch Drunker）
  2. 栞（作詞・作曲：井村洋／編曲：Natural Punch Drunker）
  3. 春のあしおと(Back Track)
  4. 栞(Back Track)
6. 未来のライナーノーツ(05/10/26)
  1. 未来のライナーノーツ（作詞・作曲：イムラヒロシ／編曲：Natural Punch Drunker）
  2. 少年ヴェートーベン（作詞・作曲：井村洋／編曲：Natural Punch Drunker）
  3. 9回目の別れ（作詞・作曲：井村洋／編曲：Natural Punch Drunker）
  4. SWINE（作詞：村上雅之／作曲・編曲：Natural Punch Drunke）
  5. (エンハンスド)「未来のライナーノーツ」ビデオ・クリップ+メイキング
7. 夏のレイル(06/07/05)オリコン97位
  1. 夏のレイル（作詞・作曲：井村洋／編曲：Natural Punch Drunker）
  2. NPD Summer Song Special Medley Mix
8. 君を忘れたら(08/02/13)オリコン147位
  1. 君を忘れたら（作詞・作曲：井村洋／編曲：Natural Punch Drunker）
  2. あの人（作詞・作曲：井村洋／編曲：Natural Punch Drunker）
  3. 涙のカケラ(Studio Acoustic Live Take)（作詞・作曲：井村洋）

### アルバム
1. landscape(01/8/22)
2. hereafter(02/12/04)
3. trace(04/03/03)オリコン120位
  1. 朝（作曲：井村洋）
  2. 土曜日（作詞・作曲：井村洋／編曲：Natural Punch Drunker）
  3. シンクロナイズ（作詞：井村洋／作曲：Natural Punch Drunker／編曲：Natural Punch Drunker・白井良明）
  4. 波音少し･･･（作詞・作曲：井村洋／編曲：Natural Punch Drunker）
  5. 丘を越えて（作詞・作曲：井村洋／編曲：Natural Punch Drunker）
  6. ソラトブフタリ（作詞・作曲：井村洋／編曲：Natural Punch Drunker）
  7. 夜汽車（作詞：井村洋／作曲：Natural Punch Drunker／編曲：Natural Punch Drunker・白井良明）
  8. Start on Me（作詞：井村洋・村上雅之／作曲：井村洋／編曲：Natural Punch Drunker）
  9. 涙のカケラ（作詞・作曲：井村洋／編曲：Natural Punch Drunker・村松邦男）
  10. スタンドバイミー（作詞・作曲：井村洋／編曲：Natural Punch Drunker）
  11. 夜（作詞・作曲：井村洋／編曲：Natural Punch Drunker・中村公輔）
4. GREEN(05/03/24)オリコン281位
  1. BABY FLIGHT
  2. 春のあしおと -GREEN mix-
  3. サーフスライダー
  4. 海岸通り
  5. トラベラー -GREEN mix-
  6. 猫
  7. ひらいてひらいて
  8. 出会い
  9. スワロウ -GRe:EN mastering-
  10. 家路時刻
5. trooper(06/08/02)オリコン298位
  1. 夏のレイル
  2. Summer equip
  3. the beat;howl
  4. sing
  5. 声の導火線
  6. 夏のせいにして
  7. さよならのムコウ
  8. 9回目の別れ
  9. 涙dub
  10. LOVERS
  11. 未来のライナーノーツ
6. NDPics-BEST(08/03/05)オリコン263位
7. NDP PLAY FAST ep(2009/04/22)
8. iamstandin' therehere(2009/06/03)

### 参加作品
- 『Tribute to Elvis Costello』（07/04/25）
3.Lip Service